# HD 173936
HD 173936，又名BD+41 3137，SAO 47779、HR 7073，是一颗恒星，视星等为6.07，位于銀經70.73，銀緯18.48，其B1900.0坐标为赤經18h 43m 1.1s，赤緯+41° 18.48′ 2″。